# Oberiglbach
Oberiglbach ist ein Gemeindeteil des Marktes Ortenburg im niederbayerischen Landkreis Passau.

## Lage
Oberiglbach liegt am Iglbach etwa vier Kilometer nordwestlich von Ortenburg.

## Geschichte
Die früheste urkundliche Nennung von Iglbach stammt aus der Regierungszeit des Passauer Bischofs Reginmar (1121 bis 1138). Unter den Zeugen eines Gütertausches des Bischofs sind u. a. auch Ministerialen der Kirche genannt, darunter ein Altman de igilpach. Noch wiederholte Male treten in den Urkunden des 12. und 13. Jahrhunderts Zeugen auf, die sich nach Iglbach nennen. Die Unterscheidung von Ober- und Unteriglbach entstand erst im 14. Jahrhundert.
Im Jahre 1808 wurde der Steuerdistrikt Iglbach im Landgericht Vilshofen gebildet. Mit dem zweiten Gemeindeedikt von 1818 entstand die Gemeinde Oberiglbach, die nach verschiedenen Umbildungen 1821 mit der Gemeinde Unteriglbach zur 41 Ortsteile umfassenden Gemeinde Iglbach zusammengelegt wurde.
Oberiglbach hatte auch eine eigene Schule. Von 1904 bis 1910 war Erhard Kutschenreuter Lehrer in Oberiglbach. In kirchlicher Hinsicht war Oberiglbach eine Filiale der Pfarrei Aunkirchen, bevor 1921 die Expositur Oberiglbach errichtet wurde.
Am 1. Oktober 1970 schloss sich die Gemeinde Iglbach mit der Gemeinde Söldenau zur neuen Gemeinde Wolfachau zusammen. Am 1. Mai 1978 wurde die Gemeinde Wolfachau im Zuge der Gebietsreform dem Markt Ortenburg angegliedert.

## Sehenswürdigkeiten
- Kirche St. Martin. Sie wurde seit Beginn des 15. Jahrhunderts im spätgotischen Stil erbaut und in der Mitte des 18. Jahrhunderts im Inneren barockisiert.

## Vereine
- Freiwillige Feuerwehr Oberiglbach, gegründet 1883
- Jagdgenossenschaft Iglbach
- Edelweißschützen Oberiglbach